# Martin Schwalb
Martin Schwalb, né le 4 mai 1963 à Stuttgart, est un ancien joueur de handball allemand aujourd'hui entraîneur.

## Parcours de joueur

### Palmarès en club
Compétitions internationales
- Coupe des vainqueurs de coupe (C2)
  - Vainqueur (1) : 1989 (face à l'US Créteil)
  - Finaliste (1) : 1988
- Vainqueur de la Coupe de l'IHF (C3) (1) : 1992
- Finaliste de la Coupe des clubs champions (C1) (1) : 1993

Compétitions nationales
- Vainqueur du Championnat d'Allemagne (3) : 1989, 1992, 1993
- Vainqueur de la Coupe d'Allemagne (3) : 1987, 1993, 1994
- Vainqueur de la Supercoupe d'Allemagne (1) : 1994

### Palmarès en sélection nationale
Martin Schwalb cumule 193 sélections et 594 buts en équipe nationale d'Allemagne :
- Jeux olympiques[1]
  -  Médaille d'argent aux Jeux olympiques de 1984 à Los Angeles,  États-Unis
  - 7e place aux Jeux olympiques de 1996 à Atlanta,  États-Unis
- Championnats d'Europe
  -  Médaille de bronze au Championnat d'Europe 1998,  Italie

### Distinctions individuelles
- Nommé à l'élection du meilleur handballeur mondial de l'année en 1987
- Meilleur buteur du Championnat d'Allemagne en 1996 (230 buts, dont 102 tirs de sept mètres)
- Élu meilleur handballeur de l'année en Allemagne (1) : 1996

## Parcours d’entraîneur

### Palmarès
Compétitions internationales
- Vainqueur de la Ligue des champions (1) : 2013
- Vainqueur de la Coupe des vainqueurs de coupe (1) : 2007

Compétitions nationales
- Championnat d'Allemagne
  - Vainqueur (1) : 2011
  - Vice-champion (2) : 2007 et 2009
- Vainqueur de la Coupe d'Allemagne (1) : 2006, 2010
- Vainqueur de la Supercoupe d'Allemagne (3) : 2006, 2009, 2010

### Distinctions individuelles
- Entraîneur de l'année en Allemagne (2) : 2000 et 2010